# 汪堃
汪堃（1809年1月23日—?），字應潮，號安齋，樗園退叟，清朝官員。
嘉慶戊辰年十二月初八日生，早年為蘇州府附生。道光二十一年（1841年）辛丑龍啟瑞榜進士，翰林院庶吉士，改吏部主事。娶妻程氏。咸豐二年擔任四川永寧府道員。咸豐五年被革職，貶南溪縣，七年任順寧知府同知，有回民蔡發春叛亂，攻陷蒙化㕔。汪堃等敗逃，其妻妾仰藥殉難。其他官員皆誤以其陣亡，朝廷下令為其建祠祭祀。咸豐十年（1860年），爆發第二次鴉片戰爭，避禍於光福山。
有子汪肇和。

## 著作
著有《盾鼻隨聞錄》和《寄蝸殘贅》。